# Rushup Edge
Rushup Edge  —  студийный альбом Ричарда Дэвида Джеймса, выпущенный под псевдонимом The Tuss 25 июня 2007 года на лейбле Rephlex, и являющийся единственным его альбомом под этим псевдонимом. Автором альбома указана Карен Трегаскин (англ. Karen Tregaskin). 20 июля 2017 года был перевыпущен с бонусными треками на сайте Джеймса. Релиз стал последним в дискографии Джеймса до большого перерыва и выхода альбома Syro в 2014 году под псевдонимом Aphex Twin.

## Предыстория
30 апреля 2007 года Джеймс под псевдонимом The Tuss выпускает дебютный EP «Confederation Trough», автором которого был указан Брайан Трегаскин (англ. Brian Tregaskin). В пресс-релизе Rephlex Records, лейбла, принадлежащего Джеймсу и Гранту Уилсону-Клариджу, было объявлено, что The Tuss были обнаружены лейблом через соцсеть MySpace. Однако, немного позднее было раскрыто, что за проектом стоял сам Джеймс, а Брайан и Карен Трегаскин — поддельные имена. В 2017 году это подтвердилось размещением Джеймсом Rushup Edge на своём официальном сайте.
Альбом, вероятно, назван в честь одноимённого хребта, расположенного в графстве Дербишир, Англия.

## Приём критиков
Rushup Edge в целом был хорошо принят критиками.
Нед Рэггетт из AllMusic заявил, что альбом не был «возвращением к прошлому», а был «возвращением к части его духа, что оказалось очень хорошо». Марк Ричардсон из Pitchfork отметил «более брейкбитный подход к ритму» альбома и то, что в нём Джеймс меньше фокусировался на повторениях, в отличие от серии записей «Analord». Сплит Фостер, описывая альбом для Tiny Mix Tapes, заявил, что треки на Rushup Edge являются свидетельством «претендования хорошего продюсера на звания композитора, скульптора и музыканта».
Музыкальный блог Stereogum, в списке альбомов Джеймса от худшего к лучшему, поместил Rushup Edge на 10 место, «в новинку для поклонников Aphex Twin», но что он и другие релизы Джеймса «предлагают множество необычной музыки, которую можно попытаться уложить в голове».

## Треклист

### Оригинальный треклист
| №                   | Название            | Длительность |
| ------------------- | ------------------- | ------------ |
| 1.                  | «Synthacon 9»       | 6:22         |
| 2.                  | «Last Rushup 10»    | 6:36         |
| 3.                  | «Shiz Ko E»         | 3:08         |
| 4.                  | «Rushup I Bank 12»  | 4:41         |
| 5.                  | «Death Fuck»↑       | 6:39         |
| 6.                  | «Goodbye Rute»      | 5:22         |
| Общая длительность: | Общая длительность: | 32:49        |

### Бонус-треки с сайта aphextwin.warp.net
| №                   | Название                                              | Длительность |
| ------------------- | ----------------------------------------------------- | ------------ |
| 7.                  | «goodbye jo [original live mixdown]»                  | 4:05         |
| 8.                  | «1st rushup m,+3»                                     | 2:17         |
| 9.                  | «computerband 2000 m,+3»                              | 2:22         |
| 10.                 | «oslo 2 +6.1»                                         | 2:52         |
| 11.                 | «[S770/SCI 3000,powertran] beautiful Japanese people» | 4:57         |
| 12.                 | «talkin2u mix2 +9»                                    | 3:08         |
| 13.                 | «stride portugal»                                     | 3:33         |
| Общая длительность: | Общая длительность:                                   | 56:03        |